# Rabies (Skinny Puppy)
Rabies è il quinto album in studio del gruppo musicale canadese Skinny Puppy, pubblicato nel 1989.

## Tracce
1. Rodent – 5:48
2. Hexonxonx – 5:24
3. Two Time Grime – 5:38
4. Fascist Jock Itch – 4:58
5. Worlock – 5:30
6. Rain – 1:26
7. Tin Omen – 4:36
8. Rivers – 4:48
9. Choralone – 2:43

## Formazione
- Nivek Ogre - voce
- cEvin Key - strumenti vari
- Dwayne Goettel - strumenti vari
- Dave Ogilvie - cori, produzione
- Alien Jourgensen - voce, chitarra, strumenti vari